# Záhada pavoučího domu
Záhada pavoučího domu je dobrodružná kniha pro děti a mládež od britské spisovatelky Enid Blytonové. Vyšla v roce 1949 a jedná se o první knihu ze série „Záhad“, celkem jich tato série obsahuje šest. Knížka pojednává o partě kamarádů, kteří se vydají na dobrodružné prozkoumání opuštěného domu. Snaží se přitom zjistit, zda zde skutečně žijí pouze pavouci a dům vydává strašidelné zvuky jen proto, že je starý, nebo jestli je příčinou těchto zvuků něco jiného. Kniha nabízí nečekané rozuzlení. V češtině vydalo knihu nakladatelství Albatros v roce 1995.

## Děj
Kniha nás zavede na anglický venkov, kde parta čtyř kamarádů (Roger, Diana, Pajda a Barny) se o prázdninách rozhodne jít prozkoumat záhadu starého opuštěného domu. Barny se rozhodne v domě přespat, ale během noci ho probouzejí podivné zvuky, rány až tiché kňučení. Děti si začínají myslet, že v domě dochází k nějaké kriminální činnosti. Když dále prozkoumávají dům, Barny v jeho sklepě nalezne pohyblivý kámen, který ho zavede do skalní chodby, kde je potok a jeskyně. Zde uvidí muže, kteří mají bedny s pašovaným zbožím (revolvery, hedvábí). Muži si Barnyho všimnou a zajmou ho, on však stihne vyslat svou opičku Mirandu s poznámkou za ostatními. Barnyho všichni společně zachrání a detektiv pan King zatkne muže, kteří pašovali zboží. Hned po této události se do vesnice vrací paní Pepper a bere všechny děti k moři, aby si odpočinuli po události, kterou prožili. 

## Přijetí díla a jeho interpretace
Autorčiny myšlenky použité v jedné knize jsou často přepracovány i do jiných jejich příběhů. Použití jazyka a obrazů v celé knize je až zarážející, například když je Barny uvězněn v jeskyních pod sídlem, autorka podrobně popisuje obrazy pekla, které slouží k podtržení děsivých znaků podsvětí, ve kterém je Barny uvězněn. Dále popisy temných jeskyní a chodeb a podzemí. 
Enid Blyton je často kritizována za to, že nepoužívá náročnou slovní zásobu, přesto je to právě její talent formulovat věci jednoduše, přesto trefně a nápaditě, což jí dodává kouzlo. Nedovolí, aby popisy zpomalily tempo jejího vyprávění, ale volí stručné, ale úderné fráze.
René Ditmar napsal na knihu recenzi nazvanou „Prázdniny plné záhad“, kde hlavním tématem je autorčina tvorba. Autorka ve většině svých děl poukazuje na střety mezi dětmi a dospělými a nebojí se ve svých dílech poukázat na střety se zločiny. Pro děti také může být milým překvapením, že se v příbězích často objevují zvířata. Podle Ditmara lze říci, že autorka více spoléhá na rychlý a obratně vedený spád děje než na větší motivickou propracovanost. Konkrétně ke knize Záhada pavoučího domu René Ditmar uvedl, že kniha je velmi čtivá, má jednoznačný závěr (zlo je potrestáno) a bude dobře vyhovovat dětem, které ještě nedávno byly čtenáři pohádek.
Po Záhadě pavoučího domu následovalo v sérii „Záhad“ dalších pět dílů: Záhada zelené rukavice, Záhada tajemného zámečku, Záhada tajného přístavu, Záhada starého klepadla a Záhada tajného dopisu.